# Dorohusk (gmina)
Pour les articles homonymes, voir Dorohusk.
Dorohusk est une gmina rurale (gmina wiejska) de la powiat de Chełm, dans la Voïvodie de Lublin, dans l'est de la Pologne, à la frontière avec l'Ukraine.
Son siège administratif (chef-lieu) est le village de Dorohusk, qui se situe environ 24 kilomètres à l'est de Chełm (siège du powiat) et 88 kilomètres à l'est de la capitale régionale Lublin (capitale de la voïvodie).
La gmina couvre une superficie de 192,42 km2 pour une population de 6 936 habitants en 2006.

## Histoire
De 1975 à 1998, la gmina est attachée administrativement à la voïvodie de Chełm.

Depuis 1999, elle fait partie de la voïvodie de Lublin.

## Géographie
La gmina inclut les villages et localités de :

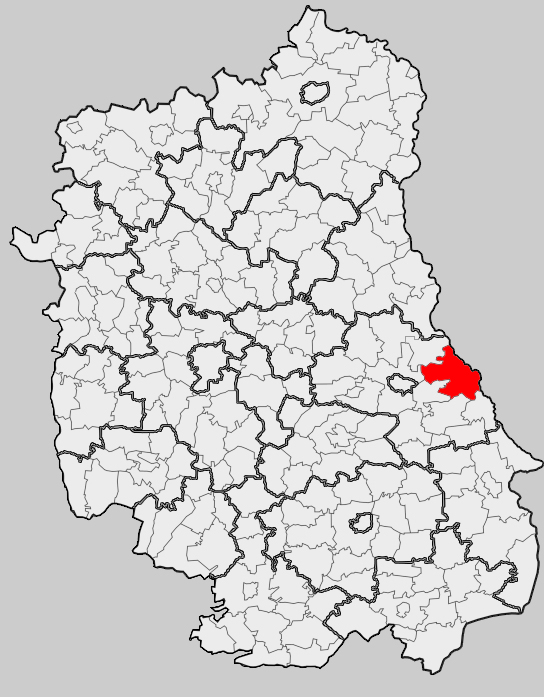
Position de la gmina dans la voïvodie

- Barbarówka
- Berdyszcze
- Brzeźno
- Dobryłówka
- Dorohusk
- Dorohusk-Osada
- Husynne
- Kępa
- Kolemczyce
- Kroczyn
- Ladeniska
- Ludwinów
- Majdan Skordiowski
- Michałówka
- Mościska
- Myszkowiec
- Okopy
- Okopy-Kolonia
- Olenówka
- Ostrów
- Pogranicze
- Puszki
- Rozkosz
- Skordiów
- Stefanów
- Świerże
- Teosin
- Turka
- Wólka Okopska
- Zalasocze
- Zamieście
- Zanowinie

### Gminy voisines
La gmina de Dorohusk est voisine des gminy suivantes :
- Chełm
- Dubienka
- Kamień
- Ruda-Huta
- Żmudź

Elle est également frontalière de l'Ukraine.

## Structure du terrain
D'après les données de 2002, la superficie de la commune de Dorohusk est de 192,42 kilomètres carrés, répartis comme telle :
- terres agricoles : 68 %
- forêts : 17 %

La commune représente 10,81 % de la superficie du powiat.

## Démographie
Données du 30 juin 2004:
| Description        | Total  | Total | Femmes | Femmes | Hommes | Hommes |
| ------------------ | ------ | ----- | ------ | ------ | ------ | ------ |
| Unité              | Nombre | %     | Nombre | %      | Nombre | %      |
| Population         | 7 065  | 100   | 3 550  | 50,2   | 3 515  | 49,8   |
| Densité (hab./km²) | 36,7   | 36,7  | 18,4   | 18,4   | 18,3   | 18,3   |